# Munakata
Munakata (jap. 宗像市 Munakata-shi) – miasto w Japonii, w prefekturze Fukuoka, na wyspie Kiusiu.

## Historia
Miasteczko Munakata powstało 1 kwietnia 1954 roku w powiecie Munakata w wyniku połączenia dwóch miasteczek i trzech wiosek. 1 kwietnia 1981 roku Munakata zdobyła status miasta. 1 kwietnia 2003 roku teren miasta powiększył się o miasteczko Genkai (jap. 玄海町 Genkai-machi), a 28 marca 2005 roku – o teren wioski Ōshima (jap. 大島村).

## Populacja
Zmiany w populacji Munakaty w latach 1970–2015:
| Rok  | Populacja |
| ---- | --------- |
| 1970 | 40 309    |
| 1975 | 56 194    |
| 1980 | 66 985    |
| 1985 | 71 389    |
| 1990 | 78 197    |
| 1995 | 86 938    |
| 2000 | 92 056    |
| 2005 | 94 148    |
| 2010 | 95 501    |
| 2015 | 96 516    |